# Creación de Yugoslavia

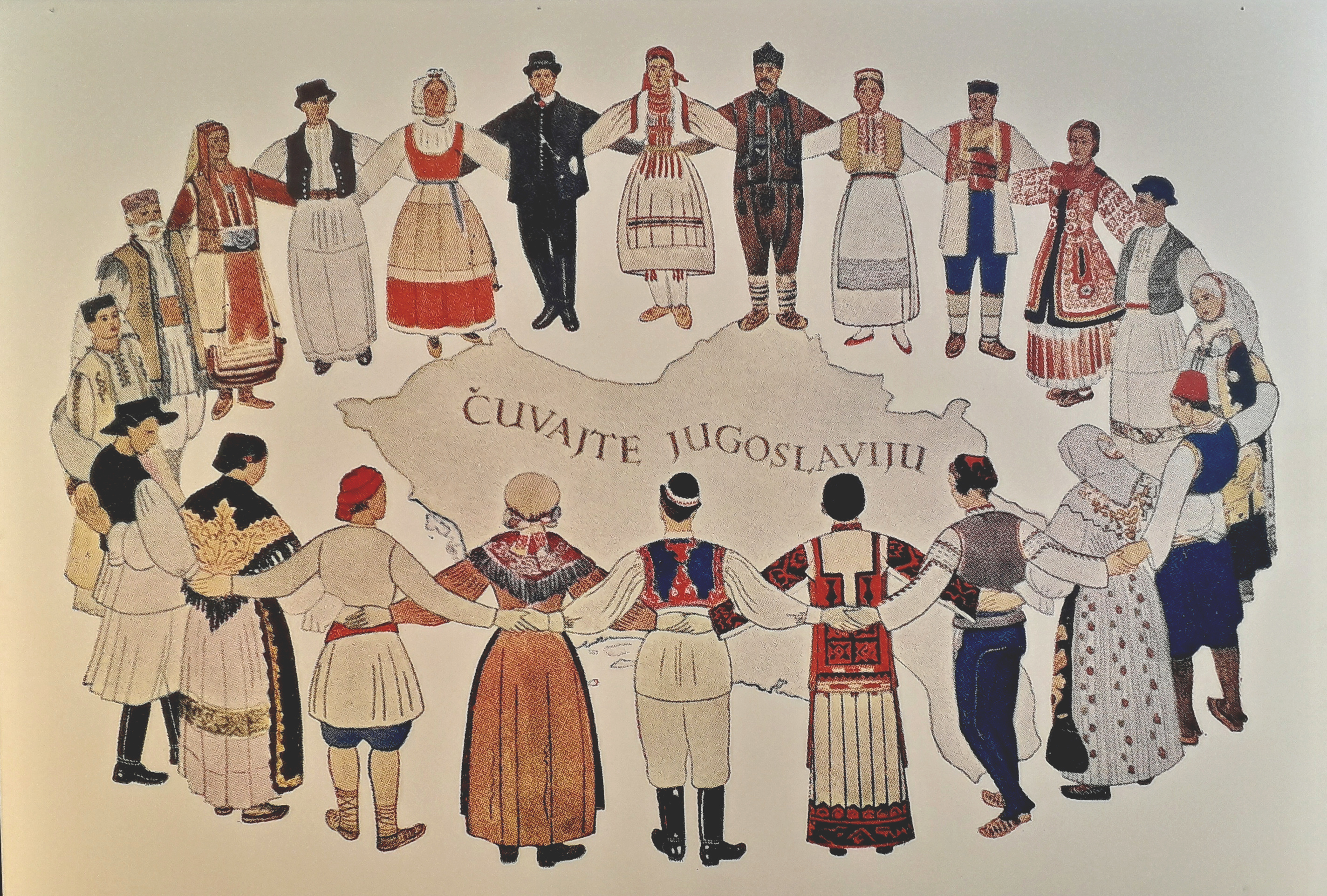
Cartel de propaganda del gobierno real yugoslavo que invita a tratarse con paz y respeto entre los diferentes pueblos de Yugoslavia.

Ilustración que muestra las fechas de fusión de las entidades que se fusionaron para fundar Yugoslavia:
Banato, Bačka y Baranato
Reino de Montenegro
Estado de los Eslovenos, Croatas y Serbios
Reino de Serbia

Ubicación del Reino de Yugoslavia en Europa.

La creación de Yugoslavia se llevó a cabo al finalizar la Primera Guerra Mundial, tras la derrota de los Imperios Centrales, que permitió reunir en un nuevo Estado territorios poblados mayoritariamente por habitantes de lengua eslava. 
Aunque las conversaciones entre los diversos centros de poder político se habían desarrollado durante la guerra, el nuevo Estado se proclamó apresuradamente a finales de 1918 sin el debido acuerdo entre las partes sobre cómo había de estructurarse el país, lo que llevó a una inestabilidad crónica de la nación durante todo el periodo de entreguerras.

## Antecedentes
Desde finales del siglo XIX y principios del XX, los nacionalistas eslavos, principalmente pertenecientes a la intelectualidad, se dividieron entre los partidarios del proyecto de la «Gran Serbia», formada por el Reino de Serbia y —cuando fuese posible la anexión— Bosnia-Herzegovina, un cierto tramo de la costa adriática y, de manera secundaria, Croacia, Eslavonia y los territorios con población eslovena, y el proyecto yugoslavo. El primero preveía un Estado centralista y monárquico, con la dinastía Karađorđević en el trono. El segundo, defendido principalmente por los serbios, croatas y eslovenos austrohúngaros, proclamaba que las tres comunidades habían sido un único pueblo en la Edad Media, quitaba importancias a las diferencias que las separaban, especialmente religiosas, y defendía un nuevo Estado federal. Ambos programas, fruto del nacionalismo del XIX, requerían el desmembramiento del Imperio austrohúngaro, para lo que era necesaria una derrota total de los Imperios Centrales en la contienda mundial que se desató en 1914.
Comenzada la guerra, el regente Alejandro había ofrecido la ayuda de las tropas serbias a los eslavos austrohúngaros el 4 de agosto excluyendo, no obstante, a los eslovenos. Solamente a finales de año y tras grandes presiones de los partidarios a la unión yugoslava, Pašić anunció en el Parlamento reunido en Niš que el objeto del Gobierno era la unificación de los serbios, croatas y eslovenos, postura que reiteró en los meses posteriores.
La propuesta de unión fue presentada a la Entente por políticos huidos del Imperio austrohúngaro y agrupados en el Comité Yugoslavo, con el apoyo del Gobierno serbio.

### La postura de las potencias
La formación del nuevo Estado no fue segura hasta el mismo final de la guerra, debido a la oposición del Reino de Italia y la indecisión de los vencedores sobre el futuro del Imperio austrohúngaro, que debía ser desmembrado para poder crear el nuevo país. A Italia se le había prometido en el Tratado de Londres —por el que había entrado en la guerra al lado de la Entente— que recibiría gran parte de la costa dálmata y que el resto del territorio se dividiría entre Serbia, Montenegro y Croacia, tres Estados separados. Permanecía hostil a la unión de sus vecinos eslavos en un único país. El Reino Unido de Gran Bretaña e Irlanda, Francia y Rusia deseaban la paz con el Imperio austrohúngaro y su abandono del bando alemán y, hasta la primavera de 1918, cuando los esfuerzos para lograrlo fracasaron, no apoyaron la partición del imperio. Italia varió su actitud ante las derrotas de finales de 1917 frente a los austrohúngaros, pero solo parcialmente: tan pronto como volvió a vencer trató de aplicar el Tratado de Londres y a mostrar hostilidad a la unión eslava.

### Posturas de las comunidades eslavas
Los propios eslavos se mostraban divididos respecto a la forma de unión. El sentimiento nacionalista era separado. Además, el Gobierno serbio ansiaba sobre todo la unión de todos los serbios en el mismo Estado, mientras que la unión con croatas y eslovenos se veía como secundaria. El Gobierno ya había solicitado una promesa de los Aliados sobre la futura unión en 1915, aunque no realizó una declaración conjunta con el Comité Yugoslavo hasta comienzos del verano de 1917. El primer ministro serbio, Pašić, mantuvo durante la guerra dos programas alternativos: uno que coincidía con el del Comité y pretendía la unión de todos los croatas, eslovenos, serbios y macedonios; y otro menos ambicioso, que se limitaba a anexionarse los territorios con población serbia, dejando parte de los croatas y eslovenos en manos italianas.
Además, no había acuerdo en el tipo de unión: el Gobierno serbio veía el nuevo estado como una extensión del existente, considerando a los eslavos austrohúngaros objetos de la liberación a manos del Estado serbio. Por otra parte, el Comité veía la unión como la agregación de unidades distintas, que se juntaban como sujetos con voluntad propia.
El Comité Yugoslavo, a diferencia de sus equivalentes checo y polaco, no logró el reconocimiento de Gobierno aliado, para lo que no contó con el apoyo del Gobierno serbio y sí de la oposición de parte importante del Gobierno italiano.
A pesar de proclamar un objetivo común —la unificación de las tres comunidades bajo los Karađorđević— pronto el Comité y el Gobierno de Pašić mostraron sus diferencias sobre cómo lograrlo. Se sucedieron las recriminaciones mutuas por la postura que debía mantenerse para oponerse al Tratado de Londres, las negociaciones para tratar de lograr el respaldo búlgaro a la Triple Entente o la organización de voluntarios para el frente. La postura Aliada, que no favorecía en principio la disolución del Imperio, la hostilidad italiana y la Revolución de Febrero en Rusia, que privó a Pašić de un importante apoyo, forzaron la cooperación de ambas partes. Para lograrla Pašić invitó a los representantes del Comité a Corfú en la primavera de 1917. Las negociaciones, que duraron más de un mes, fueron tensas y llenas de recriminaciones, pero resultaron en la Declaración de Corfú del 20 de julio de 1917.
A pesar del acuerdo alcanzado en Corfú, las discrepancias sobre la forma del Estado, que marcaron la historia de Yugoslavia en el periodo de entreguerras, continuaron; una nueva crisis surgió entre las partes a finales de 1917 por las ambiguas declaraciones del primer ministro británico David Lloyd George y del presidente estadounidense Woodrow Wilson, que defendían a la vez la autodeterminación de las poblaciones austrohúngaras y el mantenimiento del Imperio. Alarmado por las declaraciones Aliadas, el Gobierno serbio sostuvo una postura vacilante entre la defensa de los intereses yugoslavos y los puramente serbios, considerando que era mejor la anexión de Bosnia y Herzegovina y posponer la unión con el resto de territorios si los Aliados se oponían a disolver el Imperio que proclamar que únicamente aceptaba la unión yugoslava. El Comité trató de lograr en vano el respaldo de Pašić para convocar un congreso en París que reforzase la postura yugoslava, tratando entonces de ser reconocido como organismo representativo de los eslavos del sur austrohúngaros para poder así defender sus objetivos. Los partidos de la oposición serbia no compartieron el rechazo de Pašić al congreso, criticándole con dureza durante todo 1918. A partir de entonces y a pesar de sus proclamas yugoslavistas, el Comité y el Gobierno serbio no fueron capaces de cooperar para llevar a cabo los objetivos pactados el año anterior en Corfú. El nuevo Estado acabó surgiendo del cambio de la política aliada, dispuesta finalmente en el verano de 1918 a disolver el Imperio austrohúngaro, el caos interno de este en los últimos meses de la guerra y los acontecimientos bélicos, sin que apenas influyesen en ello el Comité o el Gobierno serbio.

### Situación en Croacia-Eslavonia
Los serbios, que habían mantenido su religión y parte de sus costumbres tradicionales, fueron utilizados al comienzo por el Gobierno de Budapest para contener el nacionalismo croata. A comienzos del siglo XX, sin embargo, los políticos croatas y serbios alcanzaron una alianza contra Budapest, formándose la coalición croato-serbia que dominó el Sabor en el periodo anterior a la Primera Guerra Mundial. La coalición fue evolucionando hasta respaldar sin restricciones la unión centralista con el Reino de Serbia. Su principal defensor y dirigente de la coalición durante sus últimos años fue el serbio de Croacia-Eslavonia, Svetozar Pribićević. Ante la imposibilidad de separar a serbios de croatas por lo mezclados que se hallaban, negó la posibilidad de establecer una federación, proponiendo en su lugar una cierta autonomía para los ayuntamientos y departamentos, de inspiración francesa. Cuando esto sucedió parte de los integrantes de la coalición la abandonaron, propugnando una unión federal.

### La situación en los territorios con población eslovena
Los partidos eslovenos, conscientes de las amenazas externas (italianas y austriacas principalmente) a lo que consideraban sus territorios, respaldaron la unión centralista inicialmente.

## Acontecimientos en la posguerra mundial

### Separación de Austria-Hungría

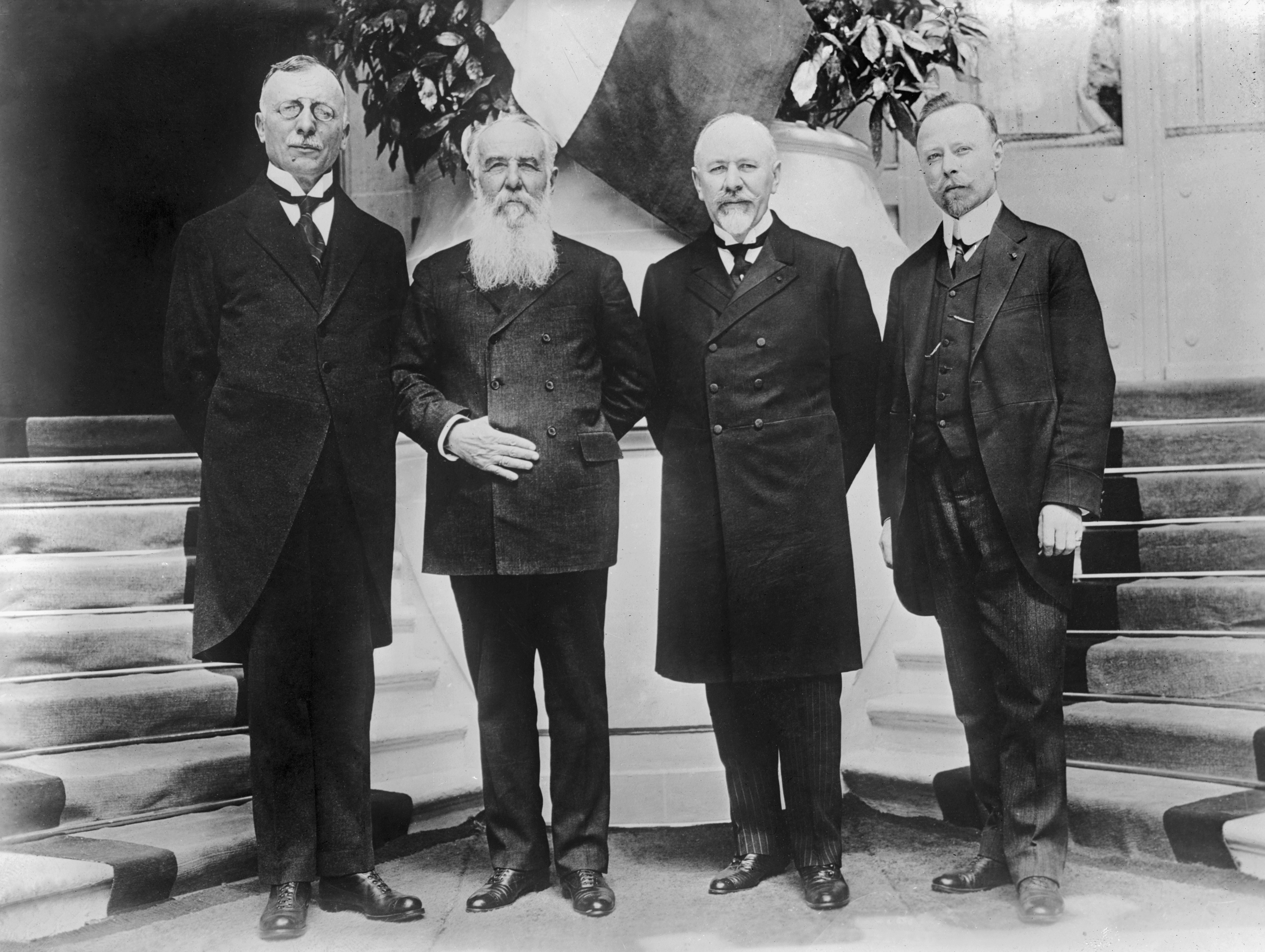
Parte de la delegación yugoslava en la Conferencia de Paz de París con delegados de las distintas regiones que formaban el nuevo país: Ante Trumbić (tercero por la izquierda, Dalmacia), Nikola Pašić (segundo, Reino de Serbia), Milenko Vesnić (primero, Reino de Serbia) e Ivan Žolger (Carniola).

Tras la disolución del Imperio austrohúngaro, la idea de crear una nación para los eslavos en los Balcanes cobró impulso y apoyo de la comunidad internacional. El 16 de octubre de 1918, se formó el Consejo Nacional de eslovenos, croatas y serbios en Zagreb, que agrupó a los partidos eslavos del sur de Austria-Hungría. El 16 rechazó la propuesta del emperador Carlos de solucionar el problema eslavo dentro del Estado dual austrohúngaro.

El Estado de los Eslovenos, Croatas y Serbios y los territorios de Baranya, el Banato y Bačka a finales de 1918.

El 29 de octubre de 1918 se estableció el Estado de los Eslovenos, Croatas y Serbios, cuyo objetivo era englobar todos los territorios con población eslava que el Imperio austrohúngaro había dominado. Incluso los austrófilos chovinistas croatas del Partido Puro por los Derechos votaron a favor.
La situación era de emergencia: miles de desertores recorrían la región, tropas italianas desembarcaron en Dalmacia y traspasaron las fronteras definidas en el Tratado de Londres y la situación social, con un campesinado descontento, un proletariado desempleado, una clase media empobrecida y una divisa en bancarrota, auguraba una situación revolucionaria. Desde Split y otros lugares de Dalmacia se urgió al comité de Zagreb a solicitar la ayuda inmediata del Ejército serbio para proteger a los croatas.

Serbia a finales de noviembre de 1918, con los nuevos territorios unidos al reino, antes de la proclamación del nuevo Reino de los Serbios, Croatas y Eslovenos en diciembre de ese año.

No obstante, los serbios de la Voivodina y la Sirmia se opusieron al nuevo Estado, y unieron sus territorios al Reino de Serbia. Se rompieron relaciones con Austria-Hungría. La Triple Entente no reconoció este Estado, sobre todo por la presión italiana, y los territorios fueron tratados como enemigos y ocupados en parte por Italia.
Bosnia-Herzegovina tampoco respaldó el nuevo Estado, uniéndose directamente con Serbia.
El comité comenzó a tomar decisiones de emergencia, sin participación del Parlamento.

### Negociaciones en Ginebra y tensión con Italia
Durante la conferencia de Ginebra (del 6 al 9 de noviembre), Pašić se comprometió a reconocer el nuevo Estado, pedir su reconocimiento por parte de la Entente y formar un Gobierno paritario ante los representantes del Comité Yugoslavo. El ejército serbio se abstuvo de ocupar los territorios austrohúngaros ante la actitud contraria del Comité Nacional de Zagreb, aunque le ofreció su ayuda para mantener el orden y defender la zona. Sus tropas detuvieron el avance italiano, entraron en Rijeka y fueron vitoreadas como libertadores allí donde aparecían.
Dalmacia y Bosnia fueron ocupadas por tropas serbias, recibiendo temporalmente gobernadores serbios.
Antes estos hechos y dada la falta de tropas propias, delegados del nuevo Estado viajaron a Belgrado donde llegaron a un acuerdo para solicitar su anexión al Reino de Serbia el 1 de diciembre de 1918, que a partir de entonces pasó a llamarse Reino de los Serbios, Croatas y Eslovenos. El acuerdo, a diferencia de las promesas de Pašić, no recogía el mantenimiento de la autonomía de las regiones hasta la convocatoria de la Asamblea Constituyente ni garantizaba que la Constitución que se redactase respetase los deseos de todos los componentes del Estado. En el Parlamento croata, únicamente Stjepan Radić se opuso al envío de la delegación, alegando que no poseían un mandato popular para solicitar la unión.

## Unión y problemas políticos

Los territorios del nuevo Reino de los Serbios, Croatas y Eslovenos y su procedencia.
Austria-Hungría
Cisletania («Austria»)
Transleitania (Hungría)
Bosnia y Hercegovina
Otros
Reino de Serbia
Reino de Montenegro
Bulgaria
SERBIA Países antes de 1914
ITALIA Países tras la Primera Guerra Mundial

El 1 de diciembre de 1918 fue proclamado por Alejandro Karađorđević, príncipe regente por su padre, el rey Pedro I, quien formalmente era el rey de Serbia.
Pronto las susceptibilidades de los antiguos austrohúngaros y la política torpe y autoritaria de los políticos serbios del antiguo reino crearon dificultades políticas que durarían todo el periodo de entreguerras. El mismo día 2 de diciembre de 1918, los partidarios del Partido Puro por los Derechos, se manifestaron en Zagreb contra la unión. En los enfrentamientos hubo varios fallecidos.
En 1918 la mayoría de los croatas favorecían el mantenimiento de una unidad territorial croata y para finales de 1919 la opinión pública estaba en contra del modelo centralista que acabó por implantarse.

### Territorios del nuevo país
El nuevo reino fue formado a partir de los antiguos Estados independientes monárquicos del Reino de Serbia y el Reino de Montenegro, así como también una cantidad sustancial de territorio que antiguamente había formado parte del Imperio austrohúngaro. Las tierras de Austria-Hungría que formaron el nuevo estado incluían Croacia-Eslavonia y Voivodina de la parte húngara del imperio; Carniola, parte de Estiria y la mayor parte de Dalmacia del lado austriaco, además de la provincia imperial de Bosnia-Herzegovina, que se había gobernado conjuntamente por las dos mitades del imperio.
Un plebiscito se llevó a cabo en la provincia de Carintia, que optó por seguir en Austria. 
La Conferencia de Paz de París, incapaz de resolver las disputas italo-yugoslavas, traspasó el problema a ambos Gobiernos, que tras negociar firmaron el Tratado de Rapallo que fijaba las fronteras en Istria y Dalmacia. El puerto dálmata de Zadar y unas cuantas islas dálmatas fueron otorgadas a Italia. 
La ciudad de Rijeka (del italiano: Fiume) fue declarada ciudad-estado libre, pero pronto fue ocupada y anexada en 1924 por Italia. 
Las tensiones en la frontera con Italia continuaron, con los italianos reclamando más áreas de la costa dálmata y Yugoslavia reclamando por su parte la península de Istria, parte de la antigua provincia costera austríaca que había sido anexada a Italia, pero que contenía una población considerable de croatas y eslovenos.

### Diversidad y retos de la nueva nación
El nuevo país contaba con abundantes minorías, alrededor de dos millones de personas en 1921. Tampoco era uniforme en religión: según el censo de 1921, un 48,7 % de la población era cristiana ortodoxa, un 37.5  cristiana católica y un 11,2 % musulmana. La religión coincidía a menudo con la nacionalidad: la mayoría de los croatas y eslovenos eran católicos, mientras que los serbios y macedonios solían ser ortodoxos. Existían regiones, como Bosnia o Voivodina, de gran mezcla cultural. Existían además notables diferencias culturales (dos alfabetos), de desarrollo y sociales entre las distintas regiones. La proporción de analfabetos también mostraba grandes variaciones según las regiones: mientras que el 83,8 % de los macedonios lo era en 1921, en Eslovenia este porcentaje se reducía al 8,8 % de la población.
Por otra parte, todas las regiones contaban con predominio de la población rural, que suponía el 78,9 % de la población en 1921. El desarrollo agrícola era asimismo en las regiones del centro y del sur del país. El desarrollo industrial era mayor en las regiones anteriormente austrohúngaras; estas concentraban dos tercios de la industria nacional. La parte central y meridional del nuevo reino era la más pobre. En todo el país, apenas el 9,9 % de la población trabajaba en la industria en 1921.
Las líneas férreas apenas contaban con 9300 km en 1922, y su disposición indicaba la historia de las diversas regiones, ya que conectaban con los antiguos centros de poder de las potencias desaparecidas en la guerra mundial (Viena, Budapest o Estambul). No existía comunicación férrea entre las diversas regiones yugoslavas. Las carreteras tenían 41 000 km de longitud, pero eran de diversas calidad; diversas regiones, como la de los Alpes Dináricos, contaban con tan malas comunicaciones que el principal medio de transporte eran las yuntas de bueyes. Las comunicaciones entre la costa y el interior eran prácticamente inexistentes. El carácter escarpado de buena parte del país y la falta de fondos para acometer grandes las grandes obras públicas necesarias para que mejorasen las comunicaciones impidieron el cambio de la situación.